# Alue Unou
Alue Unou is een bestuurslaag in het regentschap Bireuen van de provincie Atjeh, Indonesië. Alue Unou telt 206 inwoners (volkstelling 2010).